# تشارلز رايت (سياسي)
تشارلز رايت (بالإنجليزية: Charles Wright)‏ هو سياسي أمريكي، ولد في 1937، وتوفي في 1998.